# خط لوله باکو–نووروسویک
خط لوله باکو-نووروسویک (انگلیسی: Baku–Novorossiysk pipeline) خط لوله انتقال نفت خام به طول ۱۳۳۰ کیلومتر است، که نفت تولیدی در میدان آذری-چراغ-گونشلی را منتقل می‌نماید و از شهر باکو، در جمهوری آذربایجان آغاز شده و تا شهر نووراسییسک، در کشور روسیه ادامه می‌یابد.